# Cinnamomum melliodorum
Cinnamomum melliodorum är en lagerväxtart som beskrevs av André Joseph Guillaume Henri Kostermans. Cinnamomum melliodorum ingår i släktet Cinnamomum och familjen lagerväxter. Inga underarter finns listade i Catalogue of Life.